# Frigga kessleri
Frigga kessleri är en spindelart som först beskrevs av Władysław Taczanowski 1871 [1872.  Frigga kessleri ingår i släktet Frigga och familjen hoppspindlar. Inga underarter finns listade i Catalogue of Life.